# William Frankfather
William Frankfather est un acteur américain né le 4 août 1944 à Kermit, au Texas, et mort d'une hémorragie interne le 28 décembre 1998 à Los Angeles, en Californie (États-Unis).

## Filmographie
- 1978 : Drôle d'embrouille (Foul Play) de Colin Higgins: Whitey Jackson - The Albino
- 1980 : Rendez-vous chez Max's (Inside Moves) de Richard Donner: Fryer
- 1980 : This Year's Blonde (en) (TV) : John Huston
- 1981 : Tout l'or du ciel (Pennies from Heaven) de Herbert Ross: Pool Player
- 1984 : L'Opération de la dernière chance (Why Me?) (TV) : Dental Corps Doctor
- 1984 : Flashpoint de William Tannen: Lacy
- 1985 : Alamo Bay de Louis Malle : Mac
- 1986 : Crossings (feuilleton TV) : Kurt Bauer
- 1986 : Dallas : Quand tout a commencé... (Dallas : The Early Years) (TV) : Newman
- 1986 : L'Invasion vient de Mars (Invaders from Mars) de Tobe Hooper : Ed, Heather's father
- 1986 : Blue de Ville (TV) : Président Fryborg
- 1987 : Bigfoot et les Henderson (Harry and the Hendersons) de William Dear : Schwarz
- 1987 : Baby Boom de Charles Shyer : Merle White
- 1988 : War Party (en) de Franc Roddam : The Governor
- 1988 : Defense Play de Monte Markham : General Phillips
- 1989 : Words to Live by (TV) : Beale
- 1989 : The Women of Brewster Place (en) (TV) : Judge
- 1989 : I Know My First Name Is Steven (TV) : Judge Sabraw
- 1989 : Valentino Returns
- 1990 : Family of Spies (en) (TV) : Adm. Tully
- 1991 : Les Aventures de Rocketeer (The Rocketeer) de Joe Johnston : Government Liaison
- 1992 : Little Sister de Jimmy Zeilinger : Dad
- 1992 : Keep the Change (TV) : Samuel Bowman
- 1992 : Le Monde de Cool (Cool World) de Ralph Bakshi : Cop
- 1992 : La mort vous va si bien (Death Becomes Her) de Robert Zemeckis : Mr. Franklin
- 1993 : Quand l'esprit vient aux femmes (Born Yesterday) : Sen. Kelley
- 1993 : À en couper le souffle (Take My Breath Away) : Warden
- 1994 : Pour l'amour d'une femme (When a Man Loves a Woman) de Luis Mandoki : Al-Anon leader
- 1994 : Où sont mes enfants? (Where Are My Children?) (TV) : Local Judge
- 1997 : Dead End (Do Me a Favor) : Gus
- 1997 : La Souris (Mousehunt) de Gore Verbinski : Mr. Texas
- 1998 : Journal intime d'un tueur en série (Rough Draft) : Officer Joe